# La Masó
La Masó é um município da Espanha, na comarca do Alt Camp, província de Tarragona, comunidade autónoma da Catalunha. Tem 3,64 km² de área e em 2021 tinha 283 habitantes (densidade: 77,7 hab./km²). Limita com os municípios de Vallmoll, Valls, El Rourell, Alcover e El Milà.

## Geografia
La Masó é um pequeno município situado muito perto do polígono químico de Tarragona, no qual, além de outras indústrias, se encontra uma refinaria de petróleo. Pode-se chegar ao município por meio de duas rodovias locais: a T-722, que vai desde o povoado de Villalonga del Camp a Valls, e a T-751, que une o município com a rodovia nacional de Tarragona a Montblanc. Está previsto que logo seja construída uma nova via que unirá Tarragona com Montblanc e que passará por La Masó, seguindo todo o vale do rio Francoli.

## História
Suas origens não são muito claras. Alguns supõem que o núcleo primitivo do povoado teria sido formado por granjas que dependiam do povoado de El Rourell. No século XIV, já aparece como integrado à comuna do Campo de Tarragona. Em 1391, o arcebispo de Tarragona comprou para o rei João I de Aragão os direitos senhoriais sobre a vila. Como edifícios históricos há a igreja de Santa Madalena, de estilo neorromântico, construída no fim do século XIX. Existe também uma casa com elementos modernistas, edificada pelo arquiteto Salas i Ricomà.

## Cultura

##### Festas locais
- A principal festa do verão se dá em 22 de julho, dedicada a Santa Madalena.
- No inverno se celebra a festa de São Sebastião.